# Негарелаје
Негарелаје (блр. Негарэ́лае; рус. Негоре́лое) урбано је насеље у централном делу Републике Белорусије. Административно је део Дзјаржинског рејона Минске области. Све до 2010. насеље је административно било уређено као рејонска варошица (городской посёлок), али је потом, због опадања броја становника деградирано у статус сеоског насељеног места.
Насеље је смештено на 10 км северозападно од града Дзјаржинска, односно 48 км југозападно од главног града земље Минска.

## Историја
Насеље се спомиње током XVI века као поштанска станица на друму који је спајао градове Минск и Навагрудак. Све до 1588. био је део Кајдановске грофовије радзивила.
Кроз ансеље је 1871. прошла железница Москва-Брест. Административни статус вароши добија 1938. године. Од 17. децембра 2009. административно је деградиран у ранг села. 

## Демографија
Према процени за 2010. у селу је живео 971 становник.
| 2009. | 2010. |
| ----- | ----- |
| 979   | 971   |